# Spoorlijn 107
Spoorlijn 107 was een Belgische spoorlijn die Écaussinnes met Haine-Saint-Pierre verbond. Deze korte spoorlijn was 11,0 km lang, dubbelsporig en werd nooit geëlektrificeerd.

## Geschiedenis
De lijn werd geopend op op 12 januari 1860. Op 17 januari 1965 werd het reizigersverkeer opgeheven, tegelijk met het goederenverkeer op het baanvak Mignault - Houdeng-Gœgnies. Goederenverkeer werd nog wel gehandhaafd tot 1983 tussen Écaussinnes en Mignault en tot 1990 tussen Houdeng-Gœgnies en Haine-Saint-Pierre. In 1965 werden de sporen tussen Mignault en Houdeng-Gœgnies opgebroken, in 1988 op het baanvak Écaussinnes - Mignault en in 1993 tussen Houdeng-Gœgnies en Haine-Saint-Pierre. Voorheen maakte de lijn onderdeel uit van spoorlijn 108, van Écaussinnes naar Erquelinnes. 

## Aansluitingen
In de volgende plaatsen is of was er een aansluiting op de volgende spoorlijnen:
Écaussinnes
Spoorlijn 106 tussen Lembeek en Écaussinnes
Spoorlijn 117 tussen 's-Gravenbrakel en Luttre
Houdeng-Goegnies
Spoorlijn 114 tussen Zinnik en Houdeng-Gœgnies
Y Saint-Vaast
Spoorlijn 112 tussen Marchienne-au-Pont en La Louvière-Centrum
Spoorlijn 118/1 tussen Y Saint-Vaast en Y La Paix